# Aiwo (Wahlkreis)
Aiwo ist ein nauruischer Wahlkreis. Er besteht aus dem gleichnamigen Distrikt Aiwo. Er entsendet zwei Mitglieder ins Nauruische Parlament in Yaren. Dies sind momentan Milton Dube und Rennier Gadabu.

## Wahlresultate vom 24. August 2019
| Kandidat       | Stimmenwert |
| -------------- | ----------- |
| Rennier Gadabu | 368,115     |
| Milton Dube    | 331,426     |
| Aaron Cook     | 327,783     |
| Delvin Thoma   | 296,382     |
| Preston Thoma  | 252,630     |
| Dantes Tsitsi  | 212,686     |
| Evi Agir       | 211,136     |
| Lance Agir     | 195,870     |

Es wurden 808 gültige und 15 ungültige Stimmen abgegeben.